# ISO 3166-2:LB
ISO 3166-2:LB is een ISO-standaard met betrekking tot de zogenaamde geocodes. Het is een subset van de ISO 3166-2 tabel, die specifiek betrekking heeft op Libanon. 
De gegevens werden tot op 26 november 2018 geüpdatet op het ISO Online Browsing Platform (OBP). Hier worden 8 gouvernementen  -  governorate (en) / gouvernorat (fr) / mouhâfazah, muḩāfaz̧ah (ar) - gedefinieerd.
Volgens de eerste set, ISO 3166-1, staat LB voor Libanon, het tweede gedeelte is een tweeletterige code.

## Codes
| Code  | Naam (convent.) | Naam (BGN)         | Naam (Nederlands)  |  |
| ----- | --------------- | ------------------ | ------------------ |  |
| LB-AK | Aakkâr          | ‘Akkār             |                    |  |
| LB-BH | Baalbek-Hermel  | B‘alabak-Al Hirmil | Baalbek-Hermel     |  |
| LB-BI | Béqaa           | Al Biqā‘           | Bekavallei         |  |
| LB-BA | Beyrouth        | Bayrūt             | Beiroet            |  |
| LB-AS | Liban-Nord      | Ash Shimāl         |                    |  |
| LB-JA | Liban-Sud       | Al Janūb           |                    |  |
| LB-JL | Mont-Liban      | Jabal Lubnān       | Libanon (gebergte) |  |
| LB-NA | Nabatîyé        | An Nabaţīyah       |                    |  |